# معجم أعلام الأساطير والخرافات في المعتقدات القديمة
معجم أعلام الأساطير والخرافات في المعتقدات القديمة يقدم هذا المعجم ترجمة وافية لمجموعة كبيرة من أعلام الأساطير، في العالم أجمع تقريبا، وتحتوي كل ترجمة المقومات الأساسية التي تحدد الرسالة الأسطورية المتعلقة بصاحب الترجمة، يجد القارئ للشعر والأدب والباحث عن تعريف شاف لعلم من أعلام الأساطير تعريفا وافيا في هذا الكتاب يزيل اللبس من نفسه ويشفي غليلها، والقارئ العادي الذي يقرأ طلبا للفائدة والثقافة يجد فيه متعة كبيرة. المعجم من تأليف الدكتور طلال محمود حرب، صدر عام 1999 عن دار الكتب العلمية بيروت - لبنان.

## من المقدمة
يقدم هذا المعجم ترجمة وافية لمجموعة كبيرة من أعلام الأساطير، في العالم أجمع تقريبا، وتحتوي كل ترجمة المقومات الأساسية التي تحدد الرسالة الأسطورية المتعلقة بصاحب الترجمة. فالفكر الأسطوري لم يكتسب الاحترام والاهتمام فقط، بعد طول إهمال وإعراض، بل تجلی، حدیثا، فكرا رمزيا له مقوماته، وله خطابه المميز. فبادت النظرة التي كانت ترى الفكر الأسطوري فکرا طفوليا سابقا على التفكيرين الفلسفي والعلمي، وحلت محلها النظرة التي ترى الفكر الأسطوري فکرا رمزيا يسير بموازاة الفكر الفلسفي والفكر العلمي، فسواء كان منشأ الأسطورة الأدب أو التاريخ أو النفس البشرية أو تعليل طقوس قائمة، فإن الأسطورة، في النظرة المعاصرة، بناء رمزي ذو رسالة مميزة وخطاب خاص يخاطب العقول في كل عصر وكل آن، إذ إن الميل إلى إضفاء القداسة على بعض الكائنات والموجودات ميل أصيل في النفس البشرية عامة، وليس مقتصرا على عصر من العصور، وبخاصة العصور القديمة.
وطلبا للفائدة، جهدنا في العودة إلى المصادر كلها، التاريخية والأدبية والميثولوجية، ولم نهمل الدوريات واليوميات في سبيل تقديم معجم غني ومفيد، وقد وضعنا بمحاذاة اسم صاحب الترجمة، العلم الأسطوري، الاسم باللغة الأجنبية، ما وسعنا ذلك، إذ إن بعض المصادر لا يذكر الاسم الأجنبي.
فقارئ الشعر أو الأدب الباحث عن تعریف شاف لعلم من أعلام الأساطير طالعه في نص من النصوص الأدبية يجد تعريفا وافيا يزيل اللبس من نفسه ويشفي غليلها. والكاتب الباحث عن رمز من الرموز الأسطورية يعثر على ضالته فيه بسهولة، والقارئ العادي الذي يقرأ طلبا للفائدة الثقافية يجد فيه متعة كبيرة إذ يطل عبر ترجمات الأعلام على أفكار الأساطير والمعتقدات القديمة والخرافات لدى كثير من الشعوب، والباحث في الأدب المقارن يجد الآلهة العائدة إلى الموضوع نفسه لدى الشعوب المختلفة ويقارن بينها، في موضوع الحب مثلا يجد آلهة الحب لدى اليونان والرومان والهنود والفرس وغيرهم، والقارئ الباحث يجد في هذا الكتاب مدخلا أساسيا وفي فهرس المراجع والمصادر ركنا أساسيا للزيادة والاستزادة، ودليلا هاما يهديه إلى عالم الأساطير.
وطلبا للفائدة، أعددنا فهرسا للأعلام باللغة الأجنبية، يعين القارئ المتخصص والراغب في معلومات كثيرة عن العلم صاحب الترجمة على العودة إلى المصادر الأجنبية، مع الإشارة إلى أنه يتضمن الأعلام الذين عثرنا على المرادف الأجنبي لاسمهم فقط. وأتبعناه بفهرس کشاف يساعده في العثور على العلم الأسطوري الذي يبحث عنه دون أن يعرف اسمه. فلو شاء قارئ أن يعرف إلهة الحب مثلا وهو لا يعلم علم اليقين اسمها، يرجع إلى الفهرس الكشاف، فيجد في مادة الحب أسماء جميع آلهة الحب لدى مختلف الشعوب القديمة. وإن شاء أن يعرف الإله الذي ارتبط اسمه بقوس قزح أو بشجرة السنديان أو ما شابه. ما عليه إلا أن يعود إلى هذه المواد في الفهرس الكشاف فيجد أسماء تلك الآلهة. وفي فهرس المصادر والمراجع يجد عناوین کتب أساسية إن شاء التخصص والدراسة الأكاديمية أو النقدية.
فهذا الكتاب صغير في حجمه كبير في دوره إذ لا يكتفي بتقديم مادة بحجم معقول واضح ووافي فقط بل يشكل دليلا إلى أساطير الشعوب وأعلامها.